# Tellervo insignis
Tellervo insignis är en fjärilsart som beskrevs av Talbot 1943. Tellervo insignis ingår i släktet Tellervo och familjen praktfjärilar. Inga underarter finns listade i Catalogue of Life.